# Мандрик (платформа)
Ма́ндрик (Старое Татаурово) — остановочный пункт Восточно-Сибирской железной дороги на Транссибирской магистрали (5610 километр).
Расположен на левом берегу реки Селенги в Прибайкальском районе Республики Бурятия в селе Старое Татаурово, в 1,5 км к северу от горы Мандрик.

## Пригородные электрички
| № поезда | Маршрут движения   | № поезда | Маршрут движения   |
| -------- | ------------------ | -------- | ------------------ |
| 6618     | Таловка — Улан-Удэ | 6627     | Улан-Удэ — Таловка |
| 6612     | Таловка — Улан-Удэ | 6621     | Улан-Удэ — Таловка |
| 6631     | Улан-Удэ — Мысовая | 6632     | Мысовая — Улан-Удэ |
| 6637     | Улан-Удэ — Мысовая | 6638     | Мысовая — Улан-Удэ |